# Malva moschata
Espèce
La Mauve musquée (Malva moschata, L.) est une espèce de plante herbacée vivace de la famille des Malvacées.

## Description
La plante touffue, ramifiée et vivace, couverte de poils simples, est de taille moyenne (jusqu’à 60 cm). Les tiges sont munies de feuilles profondément lobées en segments étroits. Il existe un fort polymorphisme foliaire : les feuilles bractéales supérieures sont en général profondément découpées. Les feuilles palmatilobées de 2–8 cm de long et 2–8 cm de large possèdent de 5 à 7 lobes plus pointus que Malva alcea, tous pennatifides. L'inflorescence est composée de fleurs isolées à l'aisselle des bractées inférieures et médianes. Les grandes fleurs (3,2 – 5 cm) roses qui s'épanouissent de juin à octobre ont une odeur musquée caractéristique et un calicule formé de trois pièces libres (3 divisions linéaires) très peu velues sur le dos. Leurs pétales varient autour du mauve (roses, lilas, violacés) et bleuissent à la dessiccation. Les carpelles velus, lisses, noircissent à maturité. Le fruit est formé d'un verticille de 10 à 16 akènes (disposés en tranches d'orange et hérissés sur tout le dos de longs poils).

## Habitat
L'espèce se développe dans les friches, ourlets, bermes, sur substrats azotés. Elle s'hybride parfois avec Malva alcea.
Malva moschata se rencontre dans les bois, les haies et les prés, surtout en sol siliceux, sur tout le territoire français.

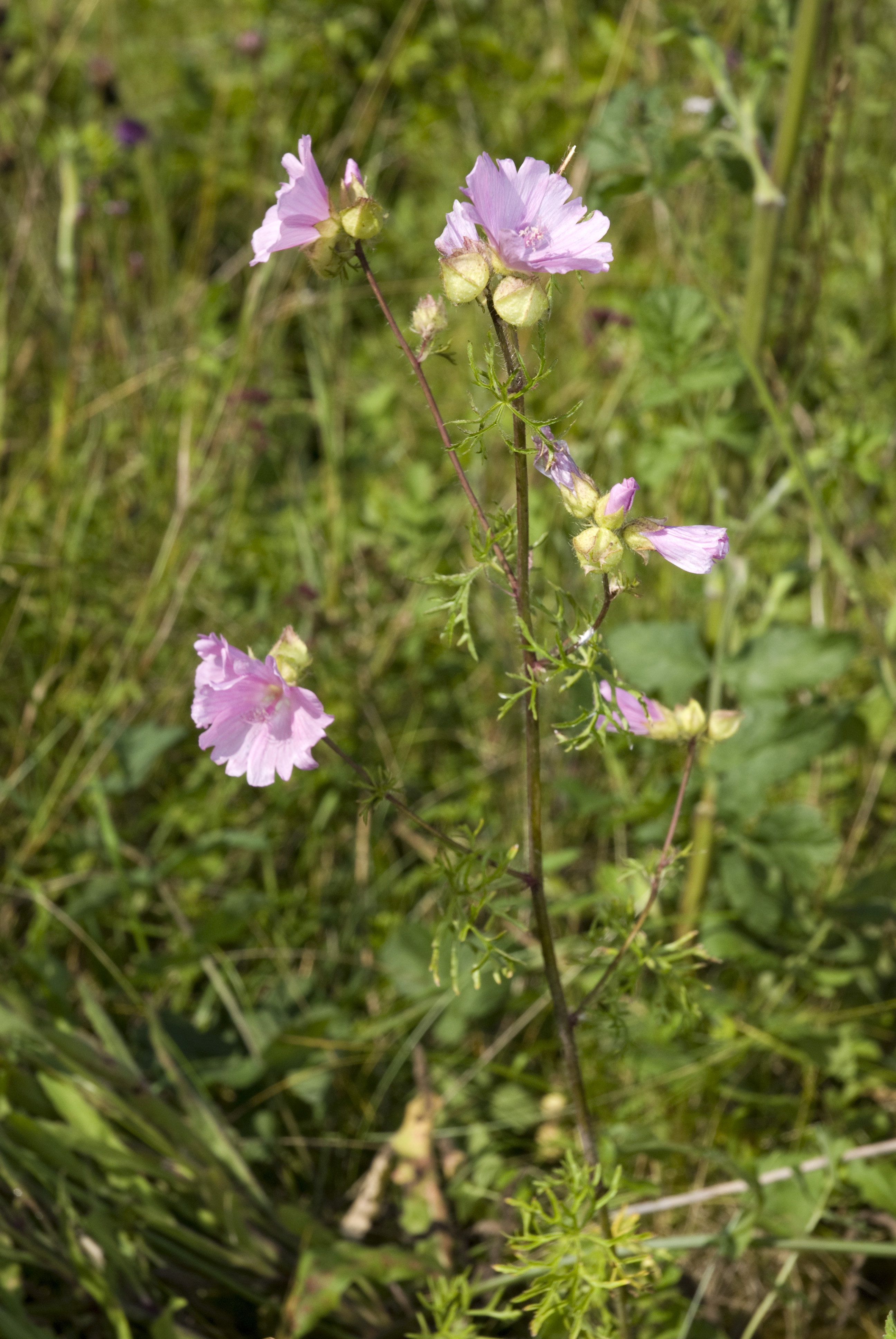
Plante entière.
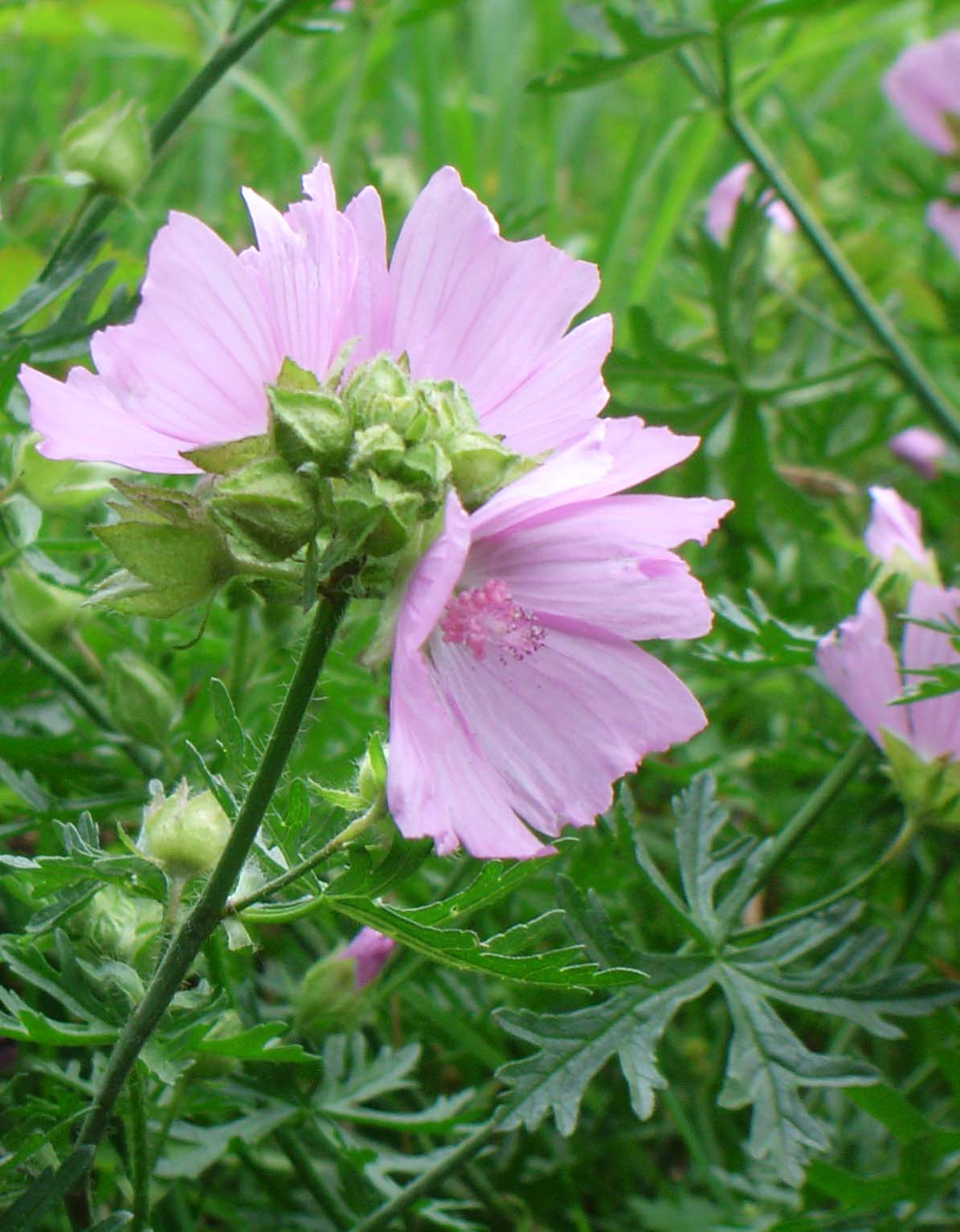
Fleurs et feuilles.
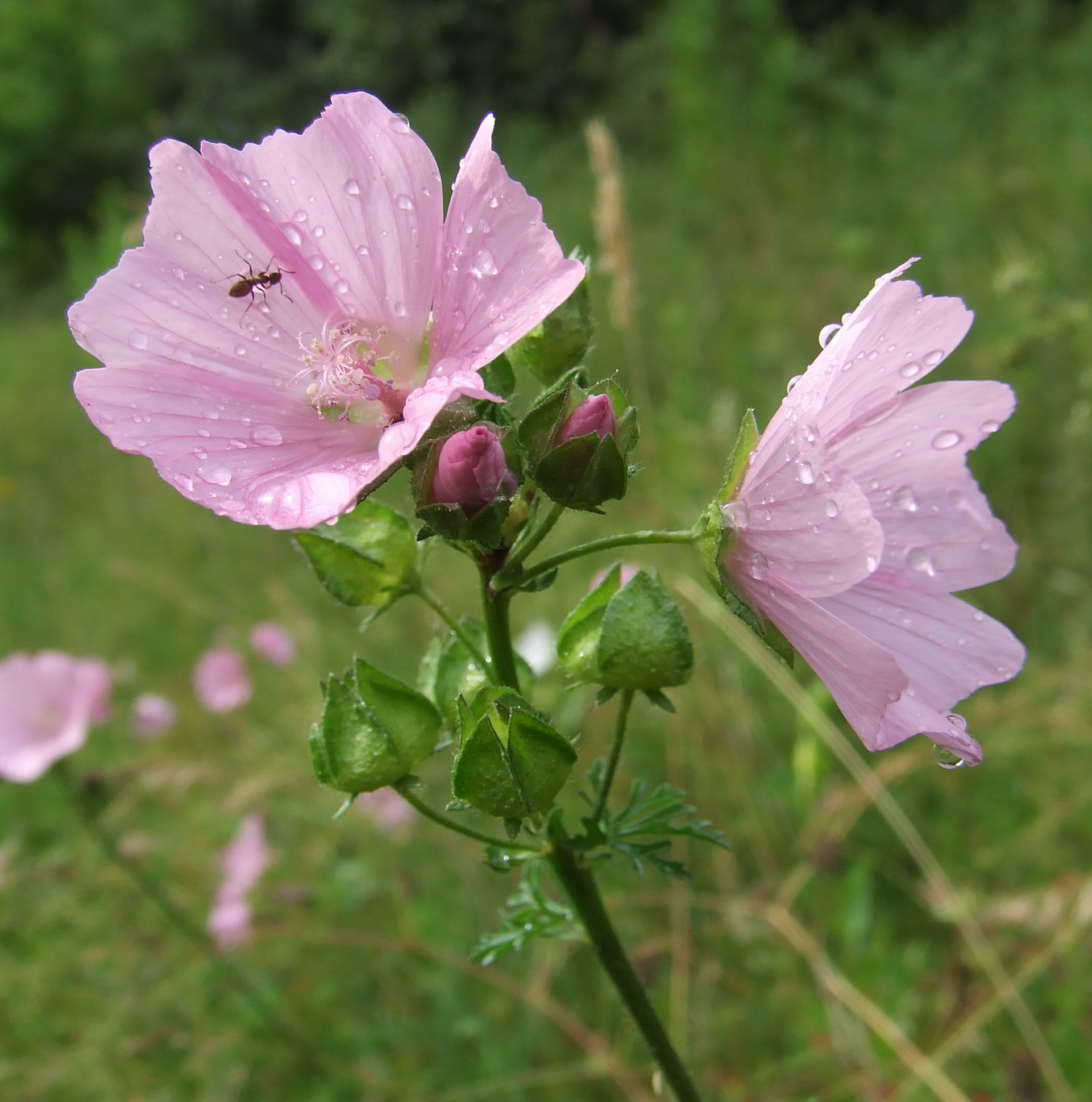
Inflorescence montrant le calicule.
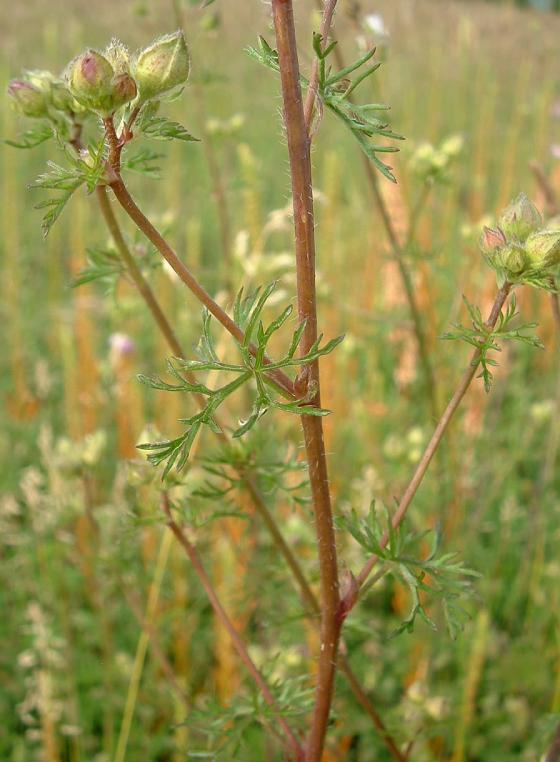
Feuilles caulinaires.
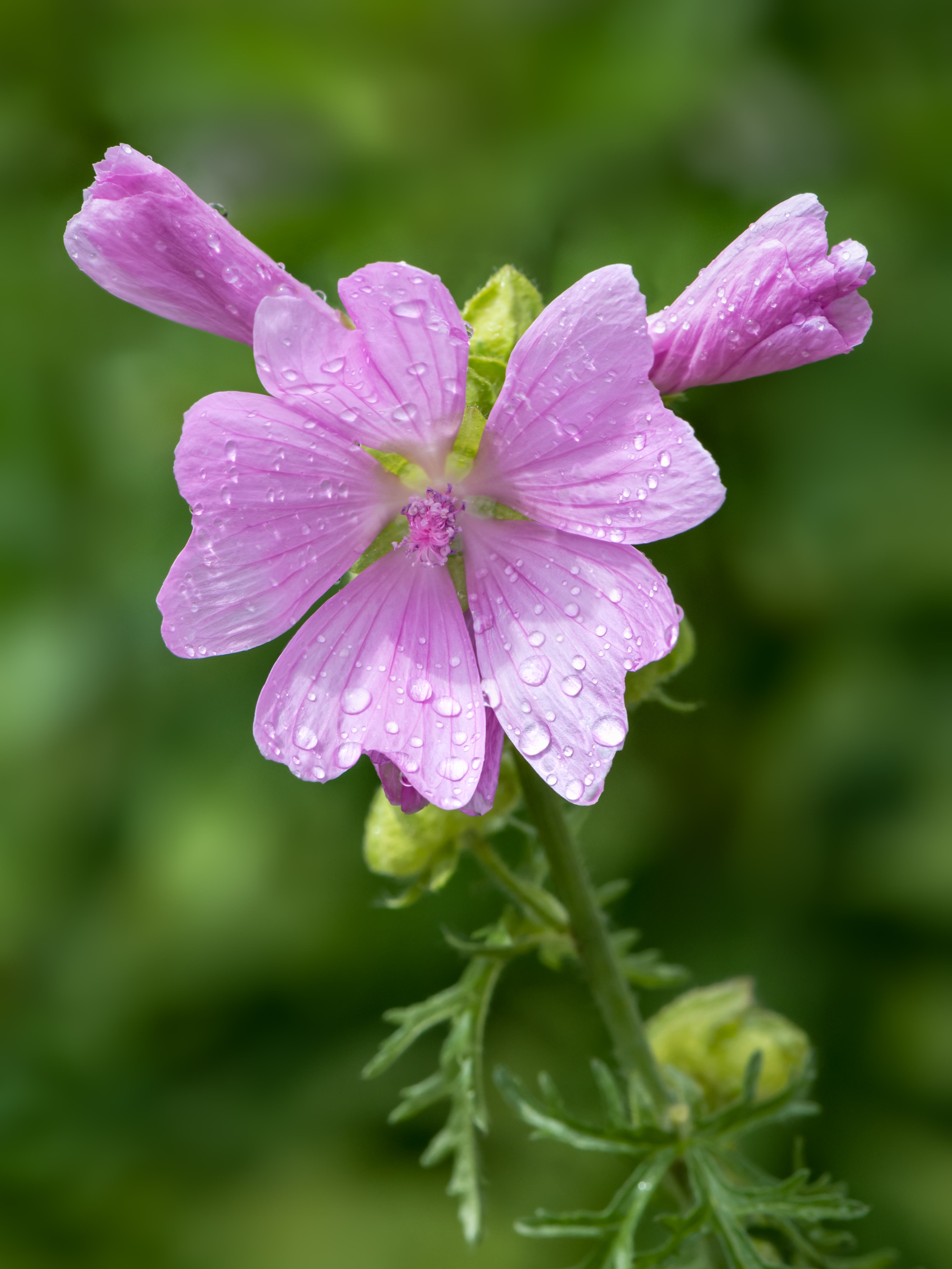
Fleur et quelques feuilles.